# Liste der hethitischen Wettergötter

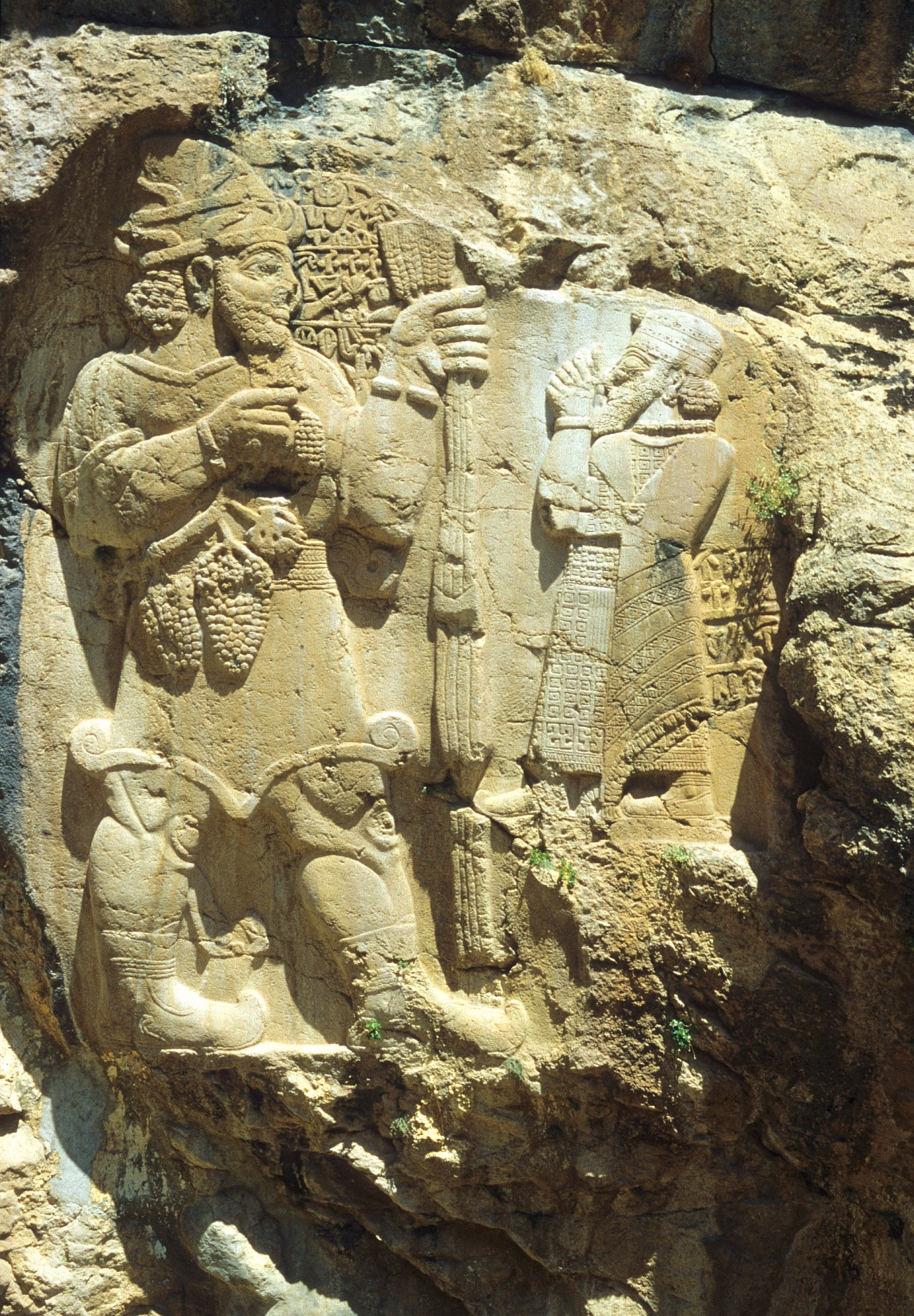
Wettergott des Weinberges

Die Hethiter, das Volk der „Tausend Götter“, kannte eine große Anzahl verschiedener Hypostasen des Wettergottes. Zu ihnen gehörten nicht nur hethitische, sondern auch hattische, hurritische und luwische Wettergötter.

## Hauptgestalten
- Tarḫunna (hethitisch)
- Tarḫunt (luwisch)
- Taru (hattisch)
- Teššub (hurritisch)
- Zaparwa (palaisch)

## Naturereignisse
- Blitzender Wettergott (luw. piḫaimmi)
- Wettergott des Blitzes (luw. piḫaššašši)
- Wettergott des Donners (tetḫišnaš)
- Wettergott der Fackel (zuppari)
- Wettergott des Gewitters (ḫaršiḫaršiyaš)
- Wettergott des Himmels (nēpišaš)
- Wettergott des Niederregnens (waršaš)
- Wettergott des Regens (ḫēyawaš)
- Wettergott des Wachstums (miyannaš)
- Wettergott der Wolken (alpaš)

## Örtlichkeiten
- Wettergott der Flur (gimraš, luw. imrašša)
- Wettergott des Gebirges (luw. arriyaddališ)
- Wettergott des Meeres (arunaš)
- Wettergott des Ruinenhügels (DU6)
- Wettergott des Waldes (GIŠTIR)
- Wettergott der Wiese (wēlluwaš)

## Lokale Wettergötter
Fast jede Stadt des Hethiterreiches verehrte ihren eigenen Wettergott. Die vier wichtigsten sind:
- Wettergott von Ḫattuša
- Wettergott von Ḫalba (Aleppo)
- Wettergott von Nerik
- Wettergott von Zippalanda

Dazu kommen viele andere, wie z. B.
- Wettergott von Ḫišašḫapa
- Wettergott von Ḫurma
- Wettergott von Ištanuwa
- Wettergott von Karaḫna
- Wettergott von Kaštama
- Wettergott von Kizzuwatna
- Wettergott von Kummiya
- Wettergott von Liḫzina
- Wettergott von Manuziya
- Wettergott von Pittiyarik
- Wettergott von Šaḫpina
- Wettergott von Šamūḫa
- Wettergott von Šarišša
- Wettergott von Uda
- Wettergott von Zipi

## Sonstige
- Mächtiger Wettergott (luw. mūwattalli)
- Wettergott des Anrufens (ḫalziyauwaš)
- Wettergott der Bindung (tarmatnaš)
- Wettergott des Eides (linkiyaš)
- Wettergott des Friedens (takšulaš)
- Wettergott des Hauptes (ḫaršannaš)
- Wettergott des Heerlagers (tuzziyaš)
- Wettergott der Hilfe (šardiyaš)
- Wettergott des Niederschlagens (walḫūwaš)
- Wettergott der Versammlung (tuliyaš)